# Brouwerij Volfas Engelman
Brouwerij Volfas Engelman is een Litouwse brouwerij in Kaunas.

## Geschiedenis
De brouwerij werd opgestart in 1853 door de zakenman Raphail Wolf die in kleine hoeveelheden Wolf’s beer brouwde. De firma ging over naar de zoon Iser Ber Wolf, die op het einde van de negentiende eeuw samen met A.S. Soloveichik de brouwerij van concurrent Ferdinand Engelman overkocht. In 1927 was 40% van de binnenlandse biermarkt in handen van deze brouwerij en tot de Tweede Wereldoorlog werd er ook bier geëxporteerd. In 1940 werd de brouwerij genationaliseerd en kreeg verschillende namen. Na de val van het communisme en de onafhankelijkheid van Litouwen in 1990 werd de brouwerij geprivatiseerd en verkreeg het de status van publieke brouwerij van Kaunus. Begin 1997 verkreeg de Tsjechische brouwerij 
Pilsner Urquell 51% van de aandelen. De fabricatie van frisdranken werd gestopt en de brouwerij werd gemoderniseerd. In 1999 kocht de Finse brouwerijgroep Olvi de aandelen van Pilsner Urquell en bekwam zo 99,57% der aandelen.

## Producten

### Bieren
- Horn
- Fortas
- Volfas Engelman

### Andere dranken
- b-shake (cocktail van bier met tequila en citroen)
- Fizz (cider)
- Real (cider)
- Jamaica
- Smetoniška gira (kvas)
- Dynami:t (energiedrank)